# Говард-Лейк (Міннесота)
Говард-Лейк (англ. Howard Lake) — місто (англ. city) в США, в окрузі Райт штату Міннесота. Населення — 2071 особа (2020).

## Географія
Говард-Лейк розташований за координатами 45°3′42″ пн. ш. 94°3′58″ зх. д. / 45.06167° пн. ш. 94.06611° зх. д. (45.061669, -94.066162).  За даними Бюро перепису населення США в 2010 році місто мало площу 5,31 км², з яких 4,58 км² — суходіл та 0,73 км² — водойми. В 2017 році площа становила 4,95 км², з яких 4,81 км² — суходіл та 0,14 км² — водойми.

## Демографія
Згідно з переписом 2010 року, у місті мешкали 1962 особи в 786 домогосподарствах у складі 518 родин. Густота населення становила 369 осіб/км².  Було 865 помешкань (163/км²).
Расовий склад населення:
| - 96,5 % — білих - 0,6 % — чорних або афроамериканців - 0,3 % — корінних американців - 0,2 % — азіатів - 0,1 % — вихідців з тихоокеанських островів - 1,5 % — осіб інших рас |

До двох чи більше рас належало 0,8 %. Частка іспаномовних становила 4,7 % від усіх жителів.
За віковим діапазоном населення розподілялося таким чином: 27,1 % — особи молодші 18 років, 58,2 % — особи у віці 18—64 років, 14,7 % — особи у віці 65 років та старші. Медіана віку мешканця становила 36,5 року. На 100 осіб жіночої статі у місті припадало 92,4 чоловіків;  на 100 жінок у віці від 18 років та старших — 93,1 чоловіків також старших 18 років.
Середній дохід на одне домашнє господарство  становив 60 143 долари США (медіана — 48 295), а середній дохід на одну сім'ю — 70 429 доларів (медіана — 58 594). Медіана доходів становила 45 469 доларів для чоловіків та 35 991 долар для жінок. За межею бідності перебувало 12,1 % осіб, у тому числі 16,0 % дітей у віці до 18 років та 5,7 % осіб у віці 65 років та старших.
Цивільне працевлаштоване населення становило 957 осіб. Основні галузі зайнятості: освіта, охорона здоров'я та соціальна допомога — 19,7 %, виробництво — 19,2 %, роздрібна торгівля — 12,1 %, мистецтво, розваги та відпочинок — 12,1 %.